# Philipp Gisbert
Philipp Gisbert (* 14. April 1889 in Gabsheim (Kreis Oppenheim); † 23. März 1985 in Darmstadt) war ein deutscher Baumeister, Kommunalpolitiker und Präsident der Handwerkskammer Darmstadt.

## Leben
Philipp Gisbert erlernte nach seiner Schulausbildung den Beruf des Maurers, besuchte die Landesbaugewerkeschule (Ingenieurschule) in Darmstadt und betätigte sich im Anschluss daran als Baumeister in einem Architekturbüro. Bevor er als Lehrer an verschiedenen Handwerkersonntagsschulen in Darmstadt und Umgebung eine Anstellung fand, hatte er im Darmstädter Militärbauamt eine Beschäftigung. In den Jahren von 1919 bis 1933 war er Vorsitzender des Bundes der Technischen Angestellten und Beamten. Für die Baugesellschaft Bauhütte für Darmstadt und Umgebung war er von 1923 bis 1933 deren Mitgeschäftsführer.
1933 entließen ihn die Nationalsozialisten aus sämtlichen Ämtern. Bereits im Folgejahr gründete er in Darmstadt ein Baugeschäft, das er bis 1970 führte.
Nach dem Krieg engagierte er sich politisch, wurde Stadtverordneter und Vorsitzender des Bauausschusses. 1945 wurde er zum Präsidenten der Handwerkskammer Darmstadt gewählt und hatte dieses Amt bis 1964 inne.
1977 gründete er mit einer persönlichen Einlage von 100.000 Deutsche Mark zwei Stiftungen, deren Zweck die Förderung der Aus- und Fortbildung behinderter Kinder sowie der Handwerksjugend ist. In jedem Jahr wird aus den Zinserträgen der Philipp Gisbert-Preis an besonders verdiente Jungmeister verliehen.

## Öffentliche Ämter
- Mitglied im Prüfungsausschuss der Staatsbauschule
- Vorstandsmitglied im Verein Lehrlingsheim
- Vorstandsmitglied der Volksbank Darmstadt
- Vorstandsmitglied des Verkehrs- und Verschönerungsvereins
- Beiratsmitglied der Landeszentralbank Frankfurt

## Auszeichnungen
- Großes Bundesverdienstkreuz
- Ehrenring der Handwerkskammer Darmstadt (Ehrenpräsident)
- 1959 Bronzene Verdienstplakette der Stadt Darmstadt
- 1964 Silberne Verdienstplakette der Stadt Darmstadt
- Ehrenbürger von Gabsheim